# مرغابی کاکلی
مرغابی کاکلی (نام علمی: Lophonetta specularioides) نام یک گونه از تیره مرغابیان است. این گونه در آمریکای جنوبی در جزایر فالکلند، شیلی و آرژانتین زندگی می‌کند. تغذیه این گونه اردک از انواع بی‌مهرگان و جلبک‌ها و گندمیان صورت می‌گیرد.